# Naum av Preslav
Sankt Naum av Preslav eller Sankt Naum av Ohrid, född cirka 830, död 23 december 910, var en medeltida bulgarisk lärd, författare och lärare. Det finns lite information om hans liv före ankomsten till Bulgarien. Enligt hagiografin om Kyrillos och Methodios av Klemens av Ohrid deltog Naum i deras missionerande verksamhet i Stormähren och prästvigdes 867 eller 868 i Rom. 
885 utvisades Naum från Stormähren efter att ha suttit fängslad ett tag på grund av hans motstånd mot det tyska prästerskapet där. Samma år eller året därpå återvände han till det första bulgariska riket tillsammans med Klemens av Ohrid, Sava, Angelarios och möjligen Gorazd (enligt andra källor var Gorazd redan död vid det tillfället). 
Naum var en av grundarna av Pliskas litterära skola (senare Preslavs litterära skola) där han verkade mellan  886 och 893. Efter att Klemens utsetts till biskop av Drembica (Velika) 893 fortsatte Naum Klemens arbete vid  Ohrids litterära skola. 905 grundade Naum ett kloster vid Ohridsjön, som senare fick hans namn.